# Terrence Howard
Terrence Dashon Howard, mais conhecido como Terrence Howard (Chicago, 11 de março de 1969), é um ator americano. Iniciou sua carreira no filme Mr. Holland's Opus (1995) e ficou conhecido por suas participações nos filmes Crash (2004) e Hustle & Flow (2005).

## Biografia

### Vida
Howard nasceu em Chicago, Illinois, mas mudou-se ainda criança para Cleveland, Ohio. Sua avó, Minnie Gentry, foi atriz, Seus pais eram ambos de ascendência afro-americana. Howard disse ter sido vítima de racismo em toda a sua infância. Com 18 anos se mudou para Nova Iorque. O seu maior sonho era ser professor de ciências. Howard não completou a sua formação acadêmica, uma vez que ele acompanhou o seu irmão em uma audição para The Cosby Show e foi escolhido para o papel.

### Carreira
Howard iniciou a carreira fazendo uma participação no filme Mr. Holland, Adorável professor de 1995. Fez diversos filmes e séries no final dos anos 90. Fez curtas participações em filmes de sucesso como The Player's Club (roteirizado e dirigido por Ice Cube), Vovó...Zona, Glitter, Corridas Clandestinas e Ray, mas ficou conhecido pela participação nos filmes Crash e Ritmo de um Sonho, pelo qual concorreu ao Oscar de melhor ator. Desde então, atuou em filmes como Fique rico ou morra tentando, Animal, Pride e The Brave One.

### Vida pessoal
Howard foi casado com Lori McCommas por 14 anos. O casal tem três filhos: duas filhas (Aubrey e Heaven) e um filho (Hunter). Howard e sua esposa se separaram em 2003, se casaram novamente em 2005, mas se separaram novamente.

### Música
Mesmo não sendo cantor, fez papel de rapper e três músicas para a trilha sonora do filme Ritmo de um sonho ("It's Hard Out for a Pimp" (vencedora do Óscar de melhor canção original), "Woop that Trick & It ain't Ovah"). Em março de 2007 começou a trabalhar em seu primeiro CD, e o primeiro single contou com a participação de Chris Brown. Além de fazer música, já participou de dois clipes: em 2002 apareceu no clipe "Foolish" da Ashanti e em 2005 apareceu no clipe da música de grande sucesso "Be Without You" da cantora de R&B Mary J. Blige. Participou também em 2010, cantando duas músicas, sendo uma juntamente com Ritche Sambora, da gravação de um DVD do bluesman B. B. King. Em 2015 participou do videoclipe da música Ghosttown da cantora americana Madonna.

## Filmografia
| Ano  | Filme                               | Personagem                                    | Notas |
| ---- | ----------------------------------- | --------------------------------------------- | --- |
| 1992 | The Jacksons: An American Dream     | Jackie Jackson adulto                         | |
| 1993 | Who's the Man?                      | Cliente                                       | |
| 1995 | LottoLand                           | Warren                                        | |
| 1995 | Dead Presidents                     | Cowboy                                        | |
| 1995 | Mr. Holland, Adorável professor     | Louis Russ                                    | |
| 1996 | Sunset Park                         | Spaceman                                      | |
| 1996 | Johns                               | Jimmy the Warlock                             | |
| 1997 | Double Tap                          | Ulysses                                       | |
| 1998 | Butter                              | Dexter Banks                                  | |
| 1998 | Spark                               | Byron                                         | |
| 1998 | The Players Club                    | K.C.                                          | |
| 1999 | Valerie Flake                       | Hitchhiker                                    | |
| 1999 | Best Laid Plans                     | Jimmy                                         | |
| 1999 | The Best Man                        | Quentin                                       | NAACP Image Award for Outstanding Supporting Actor in a Motion Picture Black Reel Award for Best Supporting Actor Chicago Film Critics Association Award for Most Promising Actor Independent Spirit Award for Best Supporting Male |
| 2000 | Big Momma's House                   | Lester Vesco                                  | |
| 2000 | Love Beat the Hell Outta Me         | Chris                                         | |
| 2001 | Investigating Sex                   | Lorenz                                        | |
| 2001 | Angel Eyes                          | Robby                                         | |
| 2001 | Glitter                             | Timothy Walker                                | |
| 2002 | Hart's War                          | Lt. Lincoln A. Scott                          | |
| 2003 | Love Chronicles                     | T-Roy                                         | |
| 2003 | Biker Boyz                          | Chu Chu                                       | |
| 2004 | Crash                               | Cameron Thayer                                | Black Reel Award for Best Supporting Actor Black Reel Award for Best Ensemble Cast Florida Film Critics Circle Pauline Kael Breakout Award NAACP Image Award for Outstanding Supporting Actor in a Motion Picture National Board of Review Award for Breakthrough Performance by an Actor Screen Actors Guild Award for Outstanding Performance by a Cast in a Motion Picture Vancouver Film Critics Circle Award for Best Supporting Actor Black Movie Award for Outstanding Performance by an Actor in a Supporting Role Broadcast Film Critics Association Award for Best Supporting Actor Chicago Film Critics Association Award for Best Supporting Actor Gotham Award for Best Ensemble Cast Washington D.C. Area Film Critics Association Award for Best Supporting Actor |
| 2004 | Ray                                 | Gossie McKee                                  | Screen Actors Guild Award for Outstanding Performance by a Cast in a Motion Picture |
| 2005 | The Salon                           | Patrick                                       | |
| 2005 | Lackawanna Blues                    | Bill Crosby                                   | NAACP Image Award for Outstanding Actor in a Television Movie, Mini-Series or Dramatic Special Black Reel Award for Best Supporting Actor |
| 2005 | Ritmo de um sonho                   | Djay                                          | Austin Film Critics Association Award for Breakthrough Artist BET Award for Best Actor Black Movie Award for Outstanding Performance by an Actor in a Leading Role Black Reel Award for Best Actor Broadcast Film Critics Association Award for Best Song Satellite Award for Best Actor – Motion Picture Musical or Comedy Washington D.C. Area Film Critics Association Award for Best Breakthrough Performance Academy Award for Best Actor Black Reel Award for Best Ensemble Cast Broadcast Film Critics Association Award for Best Actor Chicago Film Critics Association Award for Best Actor Golden Globe Award for Best Actor – Motion Picture Drama Gotham Award - Breakthrough Award NAACP Image Award for Outstanding Actor in a Motion Picture Independent Spirit Award for Best Male Lead Online Film Critics Society Award for Best Actor Screen Actors Guild Award for Outstanding Performance by a Cast in a Motion Picture Washington D.C. Area Film Critics Association Award for Best Actor |
| 2005 | Quatro Irmãos                       | Lt. Green                                     | Black Reel Award for Best Ensemble Cast |
| 2005 | Animal                              | Darius Allen                                  | |
| 2005 | Get Rich or Die Tryin'              | Bama                                          | |
| 2006 | Idlewild                            | Trumpy                                        | |
| 2007 | Pride                               | Jim Ellis                                     | NAACP Image Award for Outstanding Actor in a Motion Picture |
| 2007 | A Caçada                            | Duck (jornalista)                             | |
| 2007 | The Brave One                       | Detetive Mercer                               | |
| 2007 | August Rush                         | Richard Jeffries                              | |
| 2007 | Awake                               | Dr. Jack Harper                               | |
| 2007 | The Perfect Holiday                 | Mr. Bah Humbug                                | |
| 2008 | Iron Man                            | Lt. Col James Rhodes (Oficial de Força Aérea) | Black Reel Award for Best Supporting Actor |
| 2008 | Phillies World Series Champions DVD | Narrador                                      | |
| 2009 | Fighting                            | Harvey Boarden                                | |
| 2009 | A Princesa e o Sapo                 | James                                         | Voz |
| 2010 | Little Murder                       | Drag Hammerman                                | |
| 2011 | The Ledge                           | Hollis Lucetti                                | |
| 2011 | Winnie                              | Nelson Mandela                                | |
| 2012 | Red Tails                           | Col. A.J. Bullard                             | |
| 2012 | Na Estrada                          |                                               | |
| 2013 | Prisoners                           | Franklin Birch                                | |
| 2013 | Dead Man Down                       | Alphonse                                      | |
| 2015 | Empire                              | Lucious Lyon                                  | |
| 2015 | Wayward Pines                       | Xerife Arnold Pope                            | |

## Prêmios e indicações
- Recebeu indicação ao Óscar de melhor ator pelo seu papel no filme Ritmo de um sonho.
- Recebeu indicação ao Globo de Ouro de melhor ator dramático pelo seu papel no filme Ritmo de um sonho.
- Recebeu uma indicação ao Independent Spirit Awards de Melhor Ator (coadjuvante/secundário), por "Amigos Indiscretos" (1999).